# Tagikistan
Il Tagikistan, ufficialmente Repubblica del Tagikistan (in tagico Ҷумҳурии Тоҷикистон?, Jumhurii Tojikiston), e in passato Repubblica Socialista Sovietica del Tagikistan nell'ambito dell'URSS, è uno Stato dell'Asia centrale. Confina a sud con l'Afghanistan, a est con la Cina, a nord con Kirghizistan e Uzbekistan e a ovest ancora con l'Uzbekistan; è dunque uno Stato senza sbocco al mare con una superficie di 143100 km², una popolazione di 10 279 279 abitanti, con capitale Dushanbe. Presenta due exclavi nel territorio del Kirghizistan.
Dal 9 settembre 1991 il Tagikistan è una repubblica presidenziale, di fatto una dittatura autoritaria; il presidente è il leader Emomalī Rahmon, che nomina ogni anno il Primo ministro. L'Assemblea suprema viene eletta dal popolo e resta in carica 5 anni. La costituzione del paese è stata varata nel 1994. Dal marzo 2013, è diventato un membro dell'Organizzazione Mondiale del Commercio.

## Etimologia
Il suffisso persiano -stān significa "luogo di" o "paese", quindi la parola Tagikistan significa letteralmente "Paese dei Tagiki".

## Storia
Abitato anticamente dalle genti della Sogdiana, fu parte dei regni greco-battriani fondati a seguito dell'impresa orientale di Alessandro Magno e successivamente si trovò a formare il confine o la provincia orientale prima del regno dei Parti (250 a.C.-225 d.C.) e poi dell'Impero sasanide (dal III secolo fino a metà del VII). Dopo il crollo dell'Impero sasanide, sconfitto dalle forze arabe intorno al 650 d.C., entrò a far parte del califfato musulmano, divenendo una delle sue province orientali. Con il disgregarsi progressivo del potere dei califfi abbasidi a partire dalla seconda metà del IX secolo, i territori orientali conobbero un lento ma inesorabile processo di distacco e di autonomia.
Nel X secolo il Tagikistan è sotto il controllo dei Samanidi, dinastia persiana - vassalla inizialmente dei Tahiridi, a loro volta almeno formalmente ancora soggetti al califfo - che avrà la sua splendida capitale a Bukhara. Qui ebbe inizio anche la grande stagione della letteratura persiana di epoca musulmana, con il formarsi di un primo gruppo di poeti panegiristi e con il grande poeta epico Ferdowsi. Tuttavia questa dominazione non durò più di un secolo. Il territorio fu sommerso dalle continue invasioni di tribù turche che imposero ben presto proprie dinastie (Ghaznavidi dalla fine del X secolo a circa metà dell'XI secolo; poi i Selgiuchidi dalla metà dell'XI secolo); in questo periodo peraltro le diverse culture riuscirono a coabitare e a fondersi gradualmente, dando inizio a quel felice connubio turco-persiano che è caratteristico di tanta parte dell'Asia centrale sino a nostri giorni. Successivamente il territorio fu conquistato dai Mongoli (XIII secolo), quindi da Tamerlano (tra la fine del Trecento e il Quattrocento), e infine dal XVI secolo entrò nell'orbita del Khanato di Bukhara.
Dal Settecento il territorio dell'attuale Tagikistan fu diviso anche con il vicino Khanato di Kokand; solo nella seconda metà del XIX secolo l'attuale territorio del Tagikistan entrò a far parte dell'Impero russo quando entrambi i khanati, di Bukhara e di Kokand, divennero prima vassalli della Russia zarista e poco dopo persero l'indipendenza. L'Impero russo, coinvolto nel Grande Gioco che lo opponeva all'Impero britannico, mirava ad aprirsi un varco nell'Asia meridionale attraverso il territorio tagico. L'obiettivo strategico era contenere l'espansionismo britannico forte delle sue basi in India, e più in generale a potenziare la propria posizione geopolitica.
Da provincia dell'Impero russo, il Tagikistan venne a formare una delle repubbliche socialiste sovietiche in seguito alla Rivoluzione russa del 1917. Dura però era stata la resistenza opposta dai guerriglieri islamici (rivolta dei basmachi), infatti solo nel 1929 lo Stato venne formalmente riconosciuto dal potere sovietico. L'amministrazione sovietica separò definitivamente il Tagikistan da Bukhara e Samarcanda, le capitali storiche della cultura iranica dell'Asia centrale, che vennero a trovarsi definitivamente dentro il territorio della Repubblica socialista dell'Uzbekistan; veniva contemporaneamente decisa dalle autorità sovietiche l'elevazione di un modesto villaggio, Dušanbe (letteralmente: "Lunedì", perché in tal giorno vi si teneva una fiera o un mercato) a capitale dello Stato.

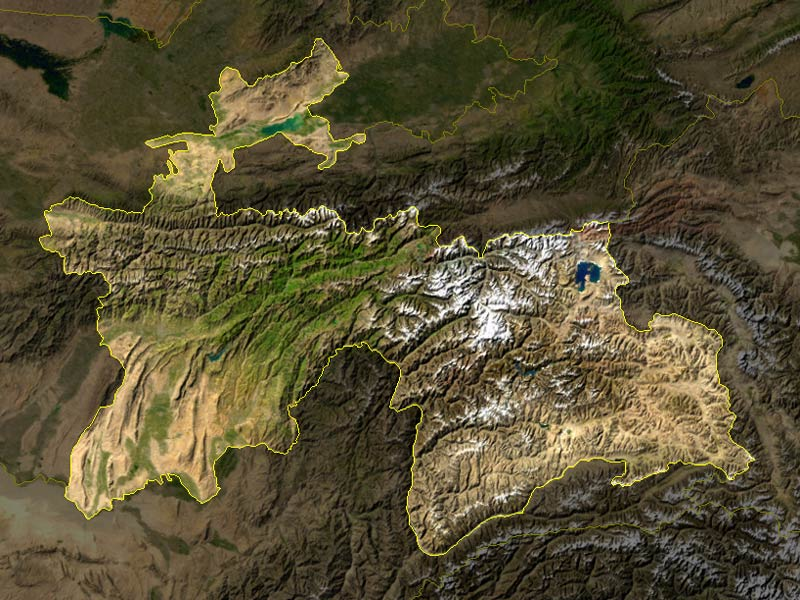
Fotografia satellitare del Tagikistan

Il Tagikistan mantenne comunque sempre una vocazione islamica che, nel periodo sovietico, alimentò forme di resistenza culturale anche attraverso la fitta rete di confraternite legate al sufismo. Negli anni settanta venne riformato clandestinamente il Partito Islamico della Rinascita che, per tutti gli anni a venire, avrebbe provocato disordini e ribellioni contro il regime sovietico, fino alla caduta dell'URSS nel 1991 e al conseguimento dell'indipendenza. Tuttavia questo traguardo coincise con lo scoppio di una guerra civile, a seguito dell'aspra opposizione fra il partito islamico e quello democratico, scivolato progressivamente in una pulizia etnica che causò decine di migliaia di morti e costrinse un milione di tagiki a espatriare. Nel 1997 furono firmati dei trattati di pace fra il presidente democratico Rahmonov e i capi dell'opposizione islamica; i ribelli furono confinati in Afghanistan, ma continuarono tuttavia ad alimentare conflitti e ribellioni, tant'è che il Tagikistan chiese l'aiuto dell'esercito russo per contenere le incursioni.

## Geografia
Il Tagikistan è uno Stato senza sbocco sul mare ed è lo Stato meno esteso dell'Asia centrale, ma il più elevato in termini di altitudine. Il territorio è per oltre il 90% montuoso con vette che raggiungono i 7 000 metri di altezza, caratterizzato da due catene montuose: la catena del Trans-Alaj nel Nord, e il Pamir nel Sud. Le vette più alte dell'Asia centrale si trovano nel Pamir, come il Picco Ismail Samani, la montagna più alta del Paese di 7 495 metri, il Picco Ibn Sina (7 134 metri) e il Picco Korženevskaja (7 105 metri). I principali fiumi sono il Syr Darya, l'Amu Darya, il Kafirnigan, il Vachš e il Panj.
La maggior parte dei fiumi scorre da est a ovest e alla fine apporta le proprie acque al bacino del lago d’Aral. Le uniche aree pianeggianti sono a nord-ovest (parte della valle di Fergana) e nell'estremità sud-occidentale del Paese. Il clima del paese è di tipo continentale, caratterizzato da escursioni termiche piuttosto accentuate e di tipo alpino nelle aree più elevate. La temperatura invernale è spesso mitigata da un vento caldo e secco proveniente dalle aree montuose. Scarsissime le precipitazioni, concentrate soprattutto nella parte occidentale del paese.

## Ordinamento dello Stato

### Suddivisione amministrativa
Il Tagikistan è diviso in quattro regioni (vilojat), di cui una autonoma (vilojati muxtor), e una città autonoma: le tre regioni sono Chatlon, i Distretti di Subordinazione Repubblicana e Suƣd, la regione autonoma è Gorno-Badachshan e la città autonoma è la capitale Dušanbe.
Le quattro province a sua volta si scompongono in distretti.
| Numero sulla mappa | Regione                                  | Capoluogo | Area (km²) | Popolazione (2008) |
| ------------------ | ---------------------------------------- | --------- | ---------- | ------------------ |
| 1                  | Suƣd                                     | Xuçand    | 25 400     | 2 132 100          |
| 2                  | Distretti di Subordinazione Repubblicana | Dušanbe   | 28 600     | 1 606 900          |
| 3                  | Chatlon                                  | Boxtar    | 24 800     | 2 579 300          |
| 4                  | Gorno-Badachshan                         | Choruǧ    | 64 200     | 218 000            |

### Città principali

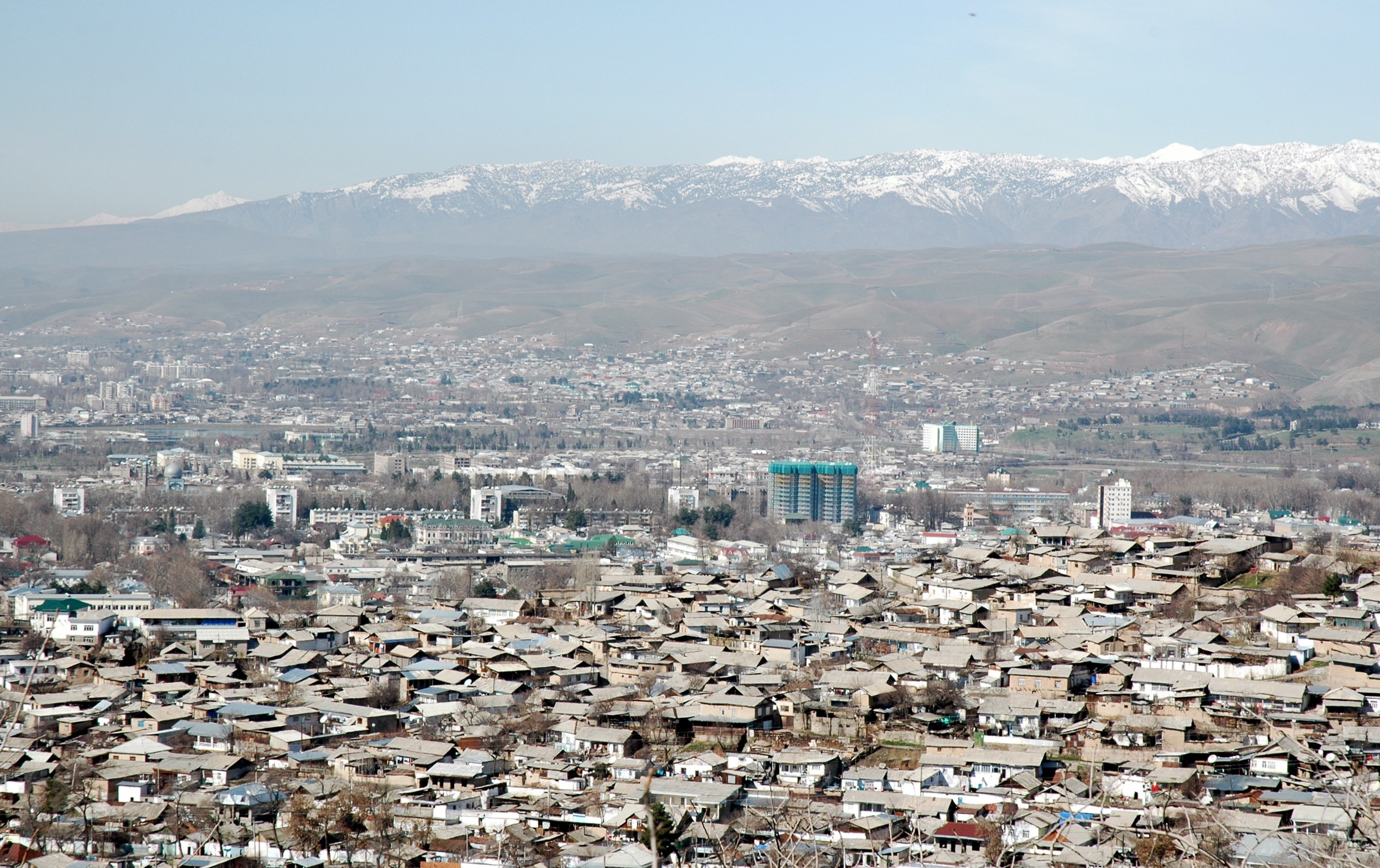
Dushanbe, la capitale

Il tasso di urbanizzazione del Tagikistan è molto basso (27%) e l'unica città importante è la capitale Dušanbe (863 000 abitanti), al secondo posto per numero di abitanti troviamo Xuçand (184 000 abitanti). Altre città hanno da poco superato i centomila abitanti come Boxtar (112 000 abitanti) e Kūlob (106 000 abitanti).
Le città principali sono:
- Dušanbe (capitale)
- Xuçand
- Kūlob
- Boxtar
- Istaravšan
- Tursunzoda
- Vahdat
- Panjakent
- Konibodom
- Isfara

### Istruzione
L'istruzione pubblica è gratuita, obbligatoria e formata da due cicli. Nonostante le condizioni economiche, il Tagikistan ha un alto tasso di alfabetizzazione pari al 99% della popolazione. La spesa pubblica per l'istruzione era pari al 5,2% del PIL nel 2015.

### Università
L'Università Nazionale del Tagikistan è stata fondata nel 1948.

## Società

### Etnie
La stragrande maggioranza della popolazione è di etnia tagica (di ceppo indoeuropeo e iranico). Tuttavia notevoli sono la minoranza uzbeka e la minoranza yagnobi, minore invece quella russa. Secondo il censimento del 2010 la popolazione del Tagikistan conta circa 7 565 000 abitanti.

### Religione
La popolazione è per il 96,7% musulmana, in maggioranza sunnita. I cittadini che professano altre religioni o che non ne professano nessuna sono il 3,3%.
Complessivamente, l'osservanza dell'islam è in aumento: tra il 30 e il 40% della popolazione rurale e tra il 5 e il 10% della popolazione urbana pratica attivamente i riti islamici o partecipano alle funzioni religiose nelle moschee; il 99% della popolazione rurale e il 70% di quella urbana osserva il digiuno del Ramadan. Il 4% della popolazione musulmana è sciita, di cui il 40% è ismailita e la maggior parte di essi risiede nella provincia del Gorno-Badachshan, in certi distretti meridionali della provincia del Chatlon e nella capitale Dušanbe; il resto della popolazione musulmana è per la maggior parte, circa il 92,7%, sunnita.
In Tagikistan vi sono circa 230 000 cristiani (1,6% dell'intera popolazione), principalmente di etnia russa o immigrati del periodo sovietico, la maggior parte cristiani ortodossi, ma sono presenti anche altre dottrine cristiane. Inoltre circa lo 0,2% della popolazione appartiene alle minoranze di ebrei, zoroastriani e altre religioni; si stima che l'1,5% della popolazione sia atea o comunque non appartenente ad alcuna confessione religiosa.
██ Musulmani sunniti (92,83%)
██ Musulmani sciiti (3,86%)
██ Cristianesimo (1,6%)
██ Non religiosi (1,5%)
██ Altre religioni (0,2%)
- Musulmani: 96,7%
  - Sunniti: 92,83%
  - Sciiti: 3,86%
  - Ismailiti: 1,6%

### Lingue
La lingua ufficiale è il tagico, lingua indoeuropea appartenente al gruppo delle lingue iraniche: si tratta fondamentalmente della stessa lingua parlata in Iran (farsi) e in Afghanistan (dari), ma scritta in caratteri cirillici. È ancora diffuso il russo.

## Politica

### Politica interna

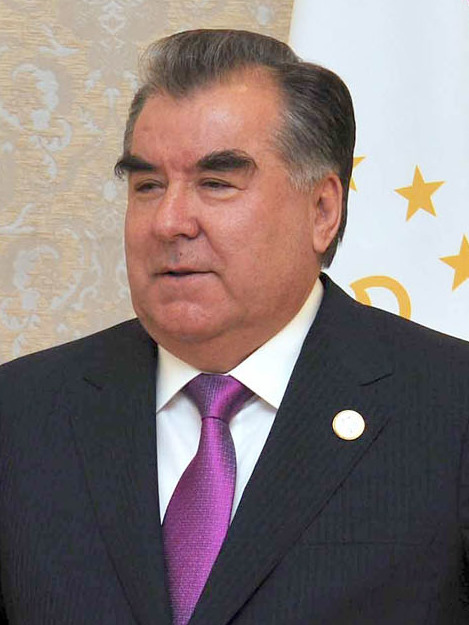
Emomali Rahmon, presidente del Tagikistan dal 1994

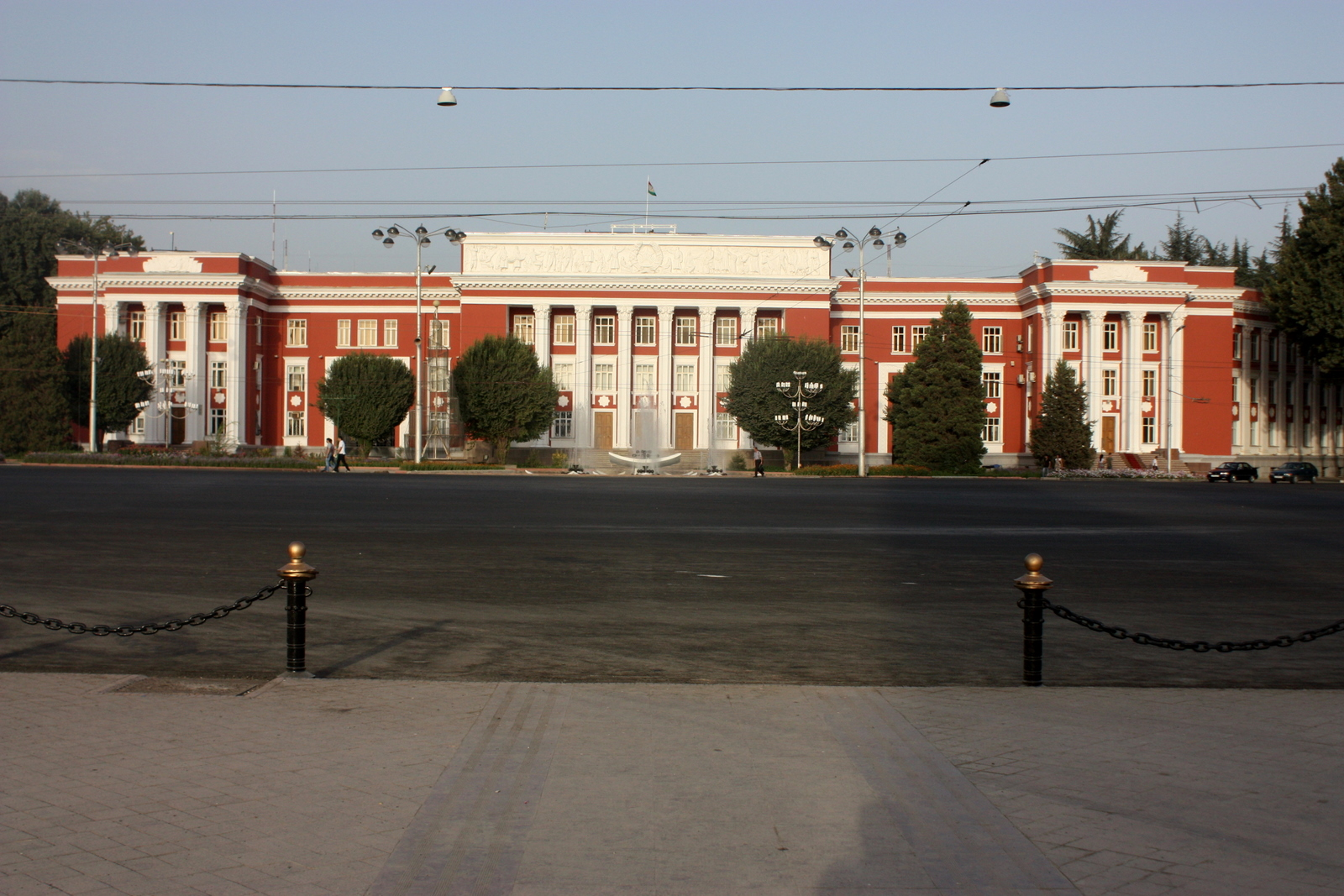
Assemblea suprema nella capitale

Il Tagikistan è una repubblica presidenziale unitaria, indipendente dal 1991 e la sua costituzione (in tagico: Конститутсияи Ҷумҳурии Тоҷикистон), è stata promulgata il 6 novembre 1994. Il paese è controllato strettamente dal Partito democratico popolare del Tagikistan (PDPT), il cui capo politico è l'attuale presidente Rahmon.
Il potere esecutivo è esercitato dal capo dello Stato (Emomalī Rahmon), dal capo del governo (il Primo ministro Qohir Rasulzoda) e dal suo Gabinetto, ovvero il consiglio dei ministri. Il presidente viene eletto dal popolo a suffragio universale e ha un mandato di 7 anni rinnovabile per un secondo ed è capo delle forze armate. L'ultima elezione si è svolta nel novembre 2020. Il capo del governo viene nominato dal presidente e il suo Gabinetto, ovvero il consiglio dei ministri, è nominato dal presidente e approvato dall'Assemblea suprema (Majlisi Oli).
Il potere legislativo è esercitato da un parlamento bicamerale, l'Assemblea suprema; le due camere sono l'Assemblea nazionale (Majlisi Milliy), la camera alta, composta da 34 membri di cui 25 scelti da deputati locali, 8 dal presidente e 1 riservato all'ex presidente, e l'Assemblea dei rappresentanti (Majlisi Namoyandagon), la Camera bassa, composta da 63 membri eletti direttamente dal popolo a suffragio universale. I membri di ciascuna camera hanno un mandato di 5 anni. L'ultima elezione si è svolta nel marzo 2020.
Il sistema giudiziario si articola in una serie di organismi: la Corte Costituzionale, la Corte Suprema, la Corte Suprema Economica, la Corte Militare, i tribunali provinciali, distrettuali e cittadini. Il potere giudiziario è esercitato dalla Corte Suprema, nominata dal presidente. Nel paese è in vigore la pena di morte.
Nel 2003 vengono approvate le riforme costituzionali che garantiscono al presidente Rahmon altri due mandati dopo il 2006.
Nel maggio 2016 attraverso un referendum il 94,5% della popolazione ha espresso parere favorevole a una modifica della Costituzione che consenta al presidente in carica di essere rieletto per un nuovo mandato senza restrizioni temporali. La riforma ha anche ridotto l’età minima richiesta per la candidatura alla presidenza da 35 a 30 anni.
Nel rapporto sull'indice sulla democrazia del 2020 dell'Economist, il Tagikistan si colloca al 160º posto come "regime autoritario".

### Politica estera
Il Tagikistan è membro dell'Organizzazione della cooperazione islamica (OIC) dal 1992, delle Nazioni Unite, dell'OSCE, della Comunità degli Stati Indipendenti, dell'Organizzazione di cooperazione economica, dell'Organizzazione mondiale del commercio e dell'Organizzazione del Trattato di Sicurezza Collettiva (CSTO). Il Tagikistan ha aderito al Trattato di non proliferazione nucleare ed è uno Stato osservatore dell'Unione economica euroasiatica (UEE).
Il Tagikistan continua a mantenere buoni rapporti con la Russia e con le ex repubbliche socialiste dell'Asia centrale. I principali partner commerciali restano i paesi dell’ex URSS, ma è in aumento l’interscambio sia con i paesi dell’Europa occidentale sia con la Cina.
La Cina e il Tagikistan si sono impegnati nel 2006 a iniziare la demarcazione del confine rivisto e concordato nel 2002.

## Economia

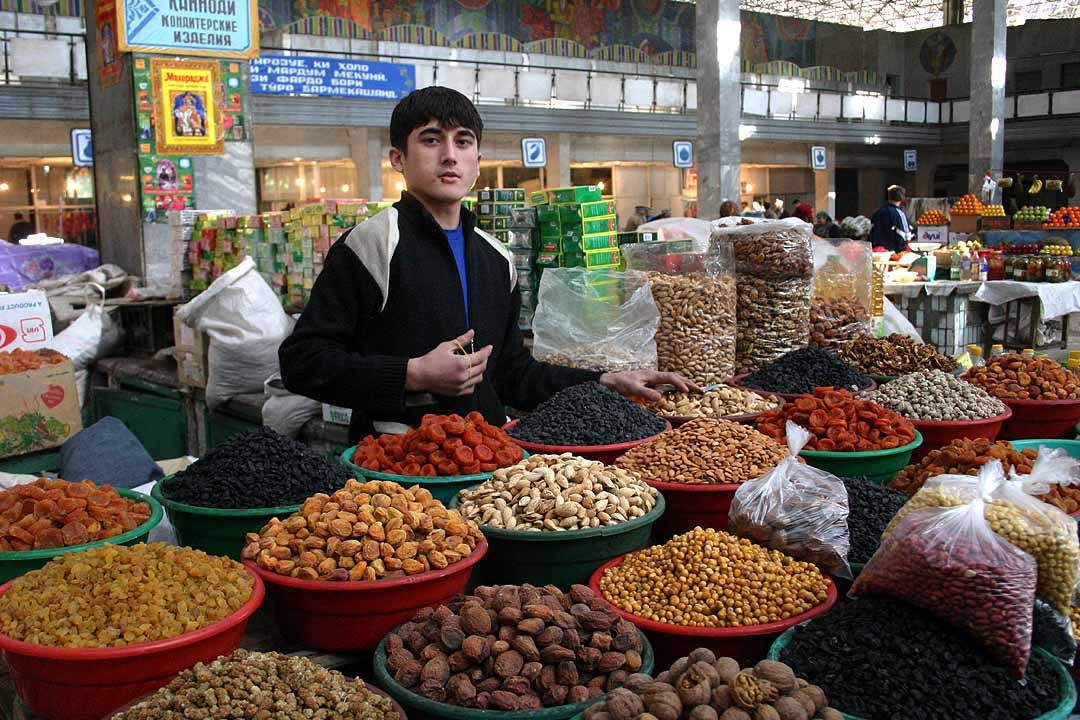
Un ragazzo vende frutta secca in un mercato locale

Il Tagikistan ha uno dei più bassi PIL tra le ex repubbliche sovietiche. A causa della mancanza di opportunità di lavoro, quasi la metà della forza lavoro (secondo stime circa 1 milione di persone) lavora all'estero, principalmente in Russia, sostenendo la famiglia con rimesse al paese natale. In Tagikistan meno del 7% della terra è coltivabile. Il cotone è la coltura principale, nonostante il settore sia oppresso da debiti e risenta della carenza generale di infrastrutture nel paese. Le risorse minerarie includono argento, oro, uranio e tungsteno. L'industria consiste solamente in estesi impianti di lavorazione dell'alluminio, centrali idroelettriche e fabbriche antiquate specializzate nell'industria leggera e nell'industria alimentare.
Il Tagikistan si trova su una delle rotte del traffico illecito di stupefacenti con il volume più alto al mondo, tra la produzione afghana di oppiacei a sud e i mercati di droghe illegali della Russia. La coltivazione del papavero da oppio dalla legge è limitata al consumo domestico. Il traffico di droga è la principale fonte illegale di reddito del Paese. Tuttavia, con la crescente assistenza da parte di organizzazioni internazionali e la cooperazione con le autorità statunitensi, russe, europee e afghane, si sta contrastando il traffico illegale di droga.
La guerra civile durata dal 1992 al 1997 ha danneggiato le già deboli infrastrutture economiche e ha provocato un acuto declino della produzione agricola e industriale. La situazione economica tagika rimane fragile. Le cause di questa debolezza sono: l'irregolare attuazione di riforme strutturali, la corruzione, un governo debole, la diffusa disoccupazione e il peso del debito estero, in merito al quale nel dicembre 2002 il Tagikistan e la Russia hanno raggiunto un accordo che porta alla cancellazione di 250 milioni di dollari di debito dei 300 totali nei confronti della Russia. Il 18 gennaio 2008 è iniziata la costruzione della diga idroelettrica 1 di Sangtuda grazie a investimenti russi; a questa si aggiungeranno la diga 2 di Sangtuda e le dighe di Roǧun; queste ultime verranno completate con l'aiuto della Russia e alla fine dei lavori saranno le dighe più alte del mondo.
Inoltre il Tagikistan, come altri paesi dell'Asia centrale colpiti pesantemente dalla crisi economica del 2008, ha ricevuto prestiti e finanziamenti dalla Cina da impiegare nello sviluppo di infrastrutture e nel miglioramento della rete di trasmissione di energia elettrica. Nonostante dal 1997 l'economia del Paese stia crescendo con un livello regolare, ancora 2/3 della popolazione vivono in povertà. la crescita economica è arrivata al 10,6% nel 2004, ma poi ha subito un calo dell'8% nel periodo 2005-2008 a causa prima dell'aumento dei prezzi del petrolio, poi della crisi economica globale del 2008.

## Cultura

### Letteratura

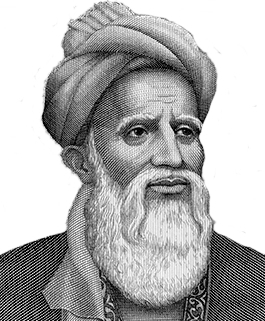
Il poeta Rudaki, tra i massimi esponenti della letteratura persiana.

La letteratura tagica contemporanea si innesta nella grande tradizione della letteratura persiana, di cui costituisce il ramo più orientale. Vi si possono distinguere almeno tre periodi: 
1. dalla seconda metà dell'Ottocento al 1917, o dell'"illuminismo tagico";
2. dal 1917 al 1991, o periodo sovietico;
3. 3. dal 1991 a oggi o periodo dell'indipendenza.

Il primo periodo è caratterizzato dalla familiarizzazione progressiva – attraverso la mediazione russa – con la cultura (anche politica) europea e occidentale; a partire dall'inizio del Novecento si innesta poi il movimento "jadidista" (dall'arabo "jadīd" = nuovo), una corrente di riformismo islamico volto a favorire una modernizzazione attraverso soprattutto nuovi metodi educativi; in questo periodo emerge la figura di Ahmad Daneš (1827-1897) autore di uno zibaldone intitolato Navader ol-Vaqaye ("Eventi rari" o "strani").
Il secondo periodo è caratterizzato dalla introduzione dell'alfabeto cirillico nella lingua tagica, cosa che ha notevolmente contribuito a distanziare le generazioni attuali dal patrimonio della letteratura persiana classica, scritta nella stessa lingua, ma in un alfabeto diverso (l'arabo), patrimonio divenuto ormai quasi estraneo dopo la profonda "russificazione" della lingua e più in generale della vita culturale; anche a livello estetico e tematico, la letteratura tagica di epoca sovietica si è ampiamente sintonizzata con i dettami del "realismo socialista". In questo periodo si sviluppa un ricco teatro e prendono piede il romanzo e la novella; emerge su tutti la figura di Sadriddin Ayni (m. 1954), scrittore e educatore poliedrico considerato un vero padre della patria tagica, autore fra le altre cose di un celebrato libro di memorie (Yaddaštha) sulla Bukhara a cavallo tra Ottocento e Novecento.
Il terzo periodo, con la recentemente riacquistata indipendenza dopo la caduta dell'URSS, ha messo in moto altre complesse dinamiche di distanziamento dalla cultura russa e contemporaneo rinsaldamento del legame con la tradizione classica persiana e islamica; è comunque significativo che il più volte proposto passaggio a un alfabeto latino (o persino un ritorno a quello arabo-persiano) non abbia mai trovato attuazione.

### Musica
Nel panorama musicale tagico si possono menzionare ricordare, per il genere pop, folk, la figura di Madina Aknazarova.

### Cinema
Tra i film premiati si possono ricordare Il volo dell'ape (1998), diretto dai regista coreano Min Byung-hun, in collaborazione col regista tagiko Jamšed Usmonov (Premio per il miglior film a Torino Film Festival).

### Arte
L'arte preislamica del territorio tagico va inquadrata nella storia dell'arte delle grandi formazioni storico-culturali succedutesi nell'area: achemenide, greco-battriana, partica, sasanide. L'arte tagica contemporanea si inserisce nella grande tradizione dell'arte islamica cui, dal XIX secolo, si sono via via aggiunti gli influssi di correnti occidentali soprattutto attraverso la mediazione della cultura russa zarista e, più tardi, sovietica (realismo socialista, "forme nazionali" di arte, ecc.). Paradossalmente, a seguito della politica coloniale russa, Bukhara e Samarcanda, i due massimi centri dell'arte e della cultura rapportabili al mondo tagico, si trovano al di fuori dei confini nazionali ossia nell'attuale Uzbekistan.

### Patrimoni dell'umanità
Il Tagikistan ha diversi siti che sono stati iscritti nella Lista dei patrimoni dell'umanità dell'UNESCO, tra cui: la zona archeologica di Sarazm e il Parco nazionale del Pamir.

## Gastronomia
La cucina del Tagikistan si può collocare nell'ambito della cucina dell'Asia centrale.

## Sport

### Atletica leggera
Nell'atletica leggera si è affermato, tra gli altri, Andrej Abduvaliev, oro mondiale nel lancio del martello, nel 1993 e nel 1995.

### Calcio
Il calcio è uno sport popolare in Tagikistan. La squadra nazionale di calcio del Tagikistan partecipa nelle competizioni FIFA e AFC.

### Giochi olimpici
La prima medaglia d'oro olimpica per il Tagikistan fu vinta nel lancio del martello da Dilšod Nazarov, ai Giochi olimpici di Rio 2016. Prima medaglia olimpica per il Tagikistan fu la medaglia di bronzo nel judo vinta da Rasul Boqiev, ai Giochi olimpici di Pechino 2008.

## Forze armate
Le forze armate del Tagikistan hanno circa 9 500 truppe attive, di cui 8 000 forze di terra e mobili e 1 500 forze di difesa aerea. Nel 2015 le spese militari erano pari all'1,22% del PIL nazionale.

## Festività nazionali
| Data        | Nome                      | Significato                                          |
| ----------- | ------------------------- | ---------------------------------------------------- |
| 9 maggio    | Giorno della Vittoria     | Celebra la capitolazione della Germania nazista      |
| 27 giugno   | Giorno di unità nazionale | Anniversario della fine della guerra civile          |
| 9 settembre | Giorno dell'Indipendenza  | Celebra la dichiarazione d'indipendenza dall'URSS    |
| 6 novembre  | Giorno della Costituzione | Celebra l'adozione della Costituzione del Tagikistan |

- Note: la ricorrenza nazionale del 9 settembre (chiamata in tagico Рӯзи Истиқлолияти Ҷумҳурии Тоҷикистон), celebra l'indipendenza del Tagikistan dall'URSS, nel 1991.